# Springstille
Springstille – dzielnica miasta Schmalkalden w Niemczech, w kraju związkowym Turyngia, w powiecie Schmalkalden-Meiningen. Do 5 lipca 2018 jako samodzielna gmina wchodziła w skład wspólnoty administracyjnej Haselgrund.